# Istorija Jemena
Jemen je zemlja na čijem su tlu nastale neke od najstarijih civilizacija na Bliskom istoku. Njegova relativno plodna zemlja i dovoljna količina kiša, omogućila je da se tu održi stabilna populacija. Sve je to prepoznao i drevni grčki geograf Ptolomej koji je za Jemen rekao da je Eudaimon Arabia (latinski Arabia Felix = Srećna Arabija).
Između 12. veka i 6. veka p. n. e.. u Jemenu je prevladavalo šest tadašnjih kraljevstava; Minejsko, Kataban, Ausansko, Hadramautsko, Sabejsko i Himjarsko koja su ratovala jedna protiv drugih, ili sklapala savezništva, prevashodno radi kontrole nad karavanskim Putem tamjana i dominacije u lukrativnoj trgovini začinima. Jemen je 630. godine među prvima prihvatio islam i postao deo muslimanskog univerzuma.
Jemenske pustinje Rub el Hali i Sajhad bile su kolevka nomadskih plemena Semita koja su migrirala na sever i naselila Akad, iz kojeg su kasnije prodrli do Mesopotamije  i na kraju osvojili Sumer 2300. p. n. e. i asimilirali sirijske Amorite.

## Praistorija
Prema nekim hipotezama, Arapi Južne Arabije ujedinili su se oko 3. milenijuma pne. pod vodstvom jemenskog semitskog plemena Katani. Katani su bili dominantni u Jemenu od 2300. p. n. e. do 800. p. n. e., mada se o tom razdoblju malo zna, jer je južnoarapske Semite razdvajala ogromna pustinja Rub' al Khali od mesopotamskih Semita (Sumera), a oni u tom vremenu nisu imali pismo na kojem bi zapisali svoju istoriju. Ipak je poznato da su se plovili i trgovali uz obale Crvenog mora, što ih je dovelo u kontakt sa Feničanima od kojih su preuzeli njihovo pismo i prilagodili ga sebi oko 800. p. n. e., te počeli da zapisuju svoju istoriju.
Semitska kultura Tihama trajala je od 1500.-1200. p. n. e., taj kulturni krug nastao u jemenskoj Tihami proširio se na severnu Etiopiju i Eritreju (posebno po Tigraju, središnjoj Eritreji, i obalskom području Adulis), nakon toga su jemenski Semiti počeli da naseljavaju i Etiopsku visoravan. Njihove kolonije će do punog izražaja doći od 8. veka p. n. e.., kad su se verovatno iz njih razvila kraljevstva Damot i Kraljevstvo Aksum.

## Jemenska antička kraljevstva

### Sabejsko kraljevstvo
Za vreme dominacije Sabejaca od 8. veka p. n. e.. do 275. zbio se procvat poljoprivrede i trgovine, tako da je njihovo kraljevstvo bilo sinonim za bogatstvo i blagostanje. Saba se prostirala po današnjem Asiru (regija u jugozapadnom Jemenu), njihova prestonica Marib, bila je blizu današnjeg glavnog grada Jemena Sane. Po legendi, najstariji sin Noe - Šem, osnovao je grad Marib.
Tokom 8. i 7. veka p. n. e.. došlo je do bliskog kontakta između Kraljevstva Damot na tlu današnje Eritreje i severne Etiopije i Kraljevstva Saba. To kraljevstvo bilo je autohtono, ali neki pronađeni natpisi sa kraljevog dvora pisani na proto-etiosemitskom, i brojni sabejski imigranti po Damotu koji se navode u tim natpisima, jasno govore o velikom uticaju Sabe na Damot.
Bogatstvo kraljevstva Saba počivalo je na robovlasničkoj poljoprivredi, koja se uspešno razvila (za to vreme) zbog naprednog sistema navodnjavanja, koji se sastojao od velikih akumulacijskih jezera po planinskim vadijima i tunela koji su vodili iz njih do polja. Najimpresivnija brana iz tog razdoblja je poznata Brana Marib izgrađena oko 700. p. n. e., koja je služila za navodnjavanje oko 25.000 hektara (100 km2)  preko jednog milenijuma dok se nije urušila 570. nakon nekoliko vekova nebrige.
Sabejsko kraljevstvo, postojalo je gotovo punih 14 vekova, ono se spominje i u Starom zavetu.

### Hadramautsko kraljevstvo
Prvi poznati natpis o Hadramautskog kraljevstvu je iz 8. veka p. n. e.. to je u stvari sabejski zapis u kojem se navodi da je vladar Hadramauta - Jadail saveznik sabejskog vladara Karabil Vatara. Kad je Minejsko kraljevstvo preotelo kontrolu nad karavanskim putevima u 4. veku p. n. e.. Sabi, Hadramaut je postao njihov konfederalni saveznik, vođen tgovačkim interesima. Nakon tog se Hadramaut potpuno osamostalio, ali je od tada bio stalna meta napada moćnog susednog Kraljevstva Himjar od kraja 1. veka p. n. e.., koje se uspešno odupirao. Hadramaut je svoj zenit imao sredinom 2. veka, kad je uspeo sebi da pripoji susedno istočno Kraljevstvo Kataban. Ali i tad je Hadramaut bio u neprekidnim ratovima s susednim kraljevstvima Himjar i Saba. Sabejski kralj Šajrum Avtar je čak uspeo da zauzme hadramautsku prestolnicu i kraljev dvor u Šabvi 225. godine.
U to vreme pojavljuje se i novi učesnik u borbi za kontrolu Jemena, Kraljevstvo Aksum iz Etiopije sa kojim se Hadramaut morao boriti kao saveznik Sabe. Kraljevstvo Hadramaut uspelo se održati sve do 3. veka, na kraju ga je zauzeo himjarski kralj Šamar Juhariš, koji je tako uspeo da ujedini celi jug Jemena.

### Kraljevstvo Ausan
Malo Kraljevstvo Ausan sa prestolnicom u Hagar Jahiru postalo je značajno u 7. veku p. n. e.. kada je uspelo da stekne nadzor nad obalom središnjeg Jemena i da ugrozi Sabu. Sabejski mukarib Karib il Vatar I, poduzeo je veliku ofanzivu na Ausan oko 685. p. n. e. razorio prestolnicu i zauzeo ga.

### Kraljevstvo Kataban
Kraljevstvo Kataban postojalo je od 4. veka p. n. e.. do 2. vek pne. i bilo je jedno od antičkih jemenskih kraljevstva nastalih u dolini Vadi Beihan. Poput ostalih hadramutskih kraljevina i njihov prosperitet počivao je na kontroli karavanskog puta tamjana i naplate taksi za prolaz. Njihova prestolnica Timna bila je važna međustanica na karavanskom putu kroz Hadramut za Sabu i Minej. Vrhovno božanstvo Katabanaca bio je Amm (Ujak), a oni su sami sebe nazivali decom Ama.

### Minejsko kraljevstvo
Prva prestonica Minejskog kraljevstva bio je Jathil (današnji Barakiš), a kasnije Karna (današnja Sada u muhafazi al-Džauf. Minejski zenit bio je tokom 3. veka p. n. e.. kad su Minejci uspjeli zadobiti nadzor na velikim delom karavanskog Puta tamjana, proširivši svoju vlast i na saudijske gradove u Nadžranu, Asiru i Hidžazu. Kraljevstvo Minej propalo je početkom 2. veka kad su njihovi gradovi podpali pod Kataban.

### Himjarsko kraljevstvo
Najmlađe jemensko antičko kraljevstvo - Himjar prvo je uspelo da ovlada celim Jemenom i da stekne kontrolu nad Crvenim morem i obalama Adenskog zaliva. Oni su iz svoje prestolnice Zafar, kretali na uspešne ofanzive i postupno proširili svoju vlast na istok do Persijskog zaliva i na sever do Velike arapske pustinje.
Na početku 3. veka, jemenska kraljevstva bila su u stalnim međusobnim ratovima, tad se aksumski kralj Gadarat počeo se mešati u jemenske prilike. Prvo je sklopio savez sa Sabom, himjarski tekstovi govore da su tada i Hadramaut i Kataban bili u savezu protiv Himjara. Tako da je Aksum lako zauzeo Tihamu i himjarsku prijestolnicu Zafar u prvom kvartalu 3. veka.
Međutim taj savez nije dugo trajao, sabejski kralj Šajrum Avtar neočekivano je raskinuo savezništvo s Hadramautom i napao ga zauzevši njihovu prestolnicu Šabvu u 225. Himjar je zatim u savezu sa Sabom napao na aksumsku teritoriju i preoteo svoju prestolnicu Zafar i potisnuo Aksum na uski obalni pojas Tihamu.
Iz svoje prestolnice Zafar (danas malo selo u muhafazi Ib) oni su malo pomalo zauzeli Sabejsko kraljevstvo i postali gospodari Jemena. Himjarski kralj Jusuf Asar Jatar (Du Nuvas) prihvatio je judaizam početkom 6. veka i počeo sa progonom hrišćana.
To je ogorčilo aksumskog kralja Kaleba, koji je uz pomoć vizantijskog cara Justina I napao i okupirao Himjarsko kraljevstvo. Oko pedeset godina kasnije, naslednik himjarskih kraljeva; Sajfu ibn Di Jazan zatražio je pomoć persijskog kralja Hozroja  da protera Aksum iz Jemena.

### Kraljevstvo Aksum
Nakon okupacije Himjara i ubistva njihova kralja Du Nuvasa, aksumski kralj Kaleb, postavio je himjarca Sumjafu Ašvu kao svog potkralja. On je vladao do 525, tad ga je svrgnuo aksumski general (ili vojnik i bivši rob) Abraha uz pomoć etiopijskih nezadovoljnih vojnika. Prema kasnijim arapskim tekstovima, Kaleb je poslao vojsku od 3.000 ljudi da svrgne Abrahu, ali mu misija nije uspela, jer su vojnici ubili zapovednike i prebegli na Abrahovu strunu.
Za vreme svoje vladavine, Abraha je organizovao radove na popravci brane Marib 543, i primio persijske i vizantijske poslanike. Vladao je do 547, kad ga je nasledio njegov sin - Aksum (Jaksum po arapskom izvorima), kojeg je svrgnuo njegov brat Masruk poslednji aksumski vladar u Jemenu kojeg je po legendi ubio sasanidski general Vahriz 570. To je bio kraj aksumske vladavine u Jemenu.
Kasnije arapski izvori navode da je Abraha izgradio veliku crkvu al-Kulajs u Sani, kako bi zaustavio hodočašća u Ćabu, kao i to da je umro 570. nakon neuspelog napada na Meku.

## Jemen pod Sasanidima
Sasanidski kralj Hozroje  poslao je svoje trupe pod zapovedništvom Vahriza, da pomognu himjarskom kralju Sajfu ibn Di Jazanu izbaciti etiopske aksumite iz Jemena. Nakon proterivanja aksumita Jemen i cela južna Arabija ušle su u sferu sasanidskog uticaja, kao njihovi vazali. Sasanidi su poslali još jednu vojsku u Jemen, tako da je 597/8 južna Arabija postala pokrajina Sasanidskog carstvo pod upravom persijskog satrapa Badana. Nakon što su Sasanidi ubili poslednjeg himjarskog kralja Di Jazana, Jemen je podeljen na određeni broj autonomnih kraljevstva.
Ovakav razvoj događaja bio je rezultat ekspanzivne politike koju je vodio sasanidski kralj Hozroje II Parviz (590—628), čiji je cilj bio da osigura svoje carstvo u pograničnom području kao što je Jemen, i ne da dozvoli Vizantiji da se tu ustali. Nakon smrti Hozroja II 628, sasanidski satrap južne Arabije - Badan, prešao je na islam, a s njim i celi Jemen.

## Jemen u doba islama
Islam se proširio po Jemenu već oko 630, još za života osnivača islama, proroka Muhameda, u vreme dok je Jemenom vladao persijski satrap Badan. Nakon toga Jemen je postao deo prvog arapsko-islamskog kalifata, deo islamskog univerzuma.
U planinama bivšeg severnog Jemena s vremenom se oformio jedan oblik teokratske vlasti kojem su na čelu bili lokalni imami, najčešće iz muslimanske sekte Zejdita. Taj oblik vladavine zadržao se do 20. veka. Imam iz Sade - Jahja al-Hadi al-ila Hak I (vladao od 893. do 911) uspeo je da osnuje vlastitu zejditsku dinastiju koja se održala sve do druge polovine 20. veka.
Ipak je srednjevekovna istorija Jemena zamršena hronika borbi za vlast među lokalnim imamima. Egipatski Fatimidi pomogli su šijitskim Ismailijama da održe dominaciju nad Jemenom u 11. veku. Ajubidski sultan Saladin ovladao je Jemenom 1173.
Nakon tog Jemenom vlada dinastija Rasulida iz svoje prestonice Zabid od približno 1230. do 15. veka. Od 1516. Jemenom vladaju egipatski Mamluci, ali već sledeće godine, osmanska vojska preuzela je vlast u Jemenu. Najveći otpor njihovoj vlasti dolazio je od zejditskog imama Al-Mansur al-Kasima iz Sane, tako da su Osmanlije izgubile kontrolu nad unutrašnjosti Jemena oko 1630. Od tada pa sve do 19. veka, zadržali su nadzor samo u pojedinim lukama u Tihami, dok su u jemenskom gorju uglavnom vladali zejditski imami.

## Literatura
- Original text from U.S. State Dept. Country Study
- (1): DAUM, W. (ed.): Yemen. 3000 years of art and civilisation in Arabia Felix., Innsbruck / Frankfurt am Main / Amsterdam [1988]. pp. 53–4.
- „History of Yemen”. Архивирано из оригинала 23. 8. 2006. г. Приступљено 25. 1. 2019.
- Timeline of Art History of Arabia including Yemen (The Metropolitan Museum of Art).
- A Dam at Marib
- Das Fenster zum Jemen (German)
- „Geschichte des Jemen (German)”. Архивирано из оригинала 5. 2. 2012. г. Приступљено 25. 1. 2019.
- „History of Yemen”. Архивирано из оригинала 12. 2. 2008. г. Приступљено 25. 1. 2019.
- Alessandro de Maigret. Arabia Felix. London: Stacey International. 2002. ISBN 978-1-900988-07-0., translated Rebecca Thompson.
- Andrey Korotayev. Ancient Yemen. Oxford: Oxford University Press, 1995 Архивирано на веб-сајту  (16. новембар 2018). . ISBN 978-0-19-922237-7 https://www.amazon.com/gp/product/0199222371]. Недостаје или је празан параметар |title= (помоћ) .

## Spoljašnje veze
- „state.gov”. Архивирано из оригинала 13. 9. 2004. г. Приступљено 25. 1. 2019.
- „History of Yemen”. Архивирано из оригинала 12. 2. 2008. г. Приступљено 25. 1. 2019.
- „Yemenite Virtual Museum”. Архивирано из оригинала 30. 9. 2002. г. Приступљено 25. 1. 2019. – excellent site with many pictures.